# Пескарцо (Бреша)
Пескарцо је насеље у Италији у округу Бреша, региону Ломбардија.
Према процени из 2011. у насељу је живело 674 становника. Насеље се налази на надморској висини од 543 м.